# Loto-Popo FC
Loto-Popo Football Club w skrócie Loto-Popo FC – beniński klub piłkarski, grający w pierwszej lidze benińskiej, mający siedzibę  w mieście Sakété. Do 2021 roku klub nosił nazwę École Supérieure d'Administration et d'Économie Football Club (ESAE FC).

## Sukcesy
- Moovligue 1[1]:
  - mistrzostwo (1): 2021.
  - wicemistrzostwo (1): 2023.

- Puchar Beninu[2]
  - zwycięstwo (1): 2019.

## Występy w afrykańskich pucharach
| Sezon     | Rozgrywki           | Runda              | Kraj                          | Klub                | Dom | Wyjazd | Dwumecz      |
| --------- | ------------------- | ------------------ | ----------------------------- | ------------------- | --- | ------ | ------------ |
| 2019/2020 | Puchar Konfederacji | 1                  | Mauretania                    | ASC Snim            | 2–0 | 5–0    | 7–0          |
| 2019/2020 | Puchar Konfederacji | 2                  | Burkina Faso                  | Salitas FC          | 0–0 | 0–0    | 0–0 (k. 3–2) |
| 2019/2020 | Puchar Konfederacji | play-off           | Senegal                       | Génération Foot     | 0–1 | 1–0    | 1–1 (k. 4–3) |
| 2019/2020 | Puchar Konfederacji | gr. C (4. miejsce) | Maroko                        | Renaissance Berkane | 1–5 | 0–3    | 1–8          |
| 2019/2020 | Puchar Konfederacji | gr. C (4. miejsce) | Zambia                        | Zanaco FC           | 0–0 | 0–3    | 0–3          |
| 2019/2020 | Puchar Konfederacji | gr. C (4. miejsce) | Demokratyczna Republika Konga | DC Motema Pembe     | 0–2 | 0–1    | 0–3          |
| 2020/2021 | Puchar Konfederacji | 1                  | Maroko                        | TAS Casablanca      | 1–1 | 0–4    | 1–5          |
| 2021/2022 | Liga Mistrzów       | 1                  | Mauretania                    | FC Nouadhibou       | 1–1 | 0–4    | 1–5          |

## Stadion
Domowe mecze klub rozgrywa na stadionie o nazwie Stade René Pleven d’Akpakpa w Kotonu. Stadion może pomieścić 10000 widzów.

## Reprezentanci kraju grający w klubie
Stan na czerwiec 2023.
| - Roland Béakou - Ulrich Dah-Achéffon - Marcel Dandjinou - Jules Elegbede - Rodrigue Fassinou - Olympe Gantin | - Charbel Gomez - Hassane Imourane - Souraka Mamam - Patrick Sédjamè - Kokou Ganké |